# Hans Herrig
Hans Herrig (Braunschweig, 1845. december 10. – Weimar, 1892. május 5.) német drámaíró és újságíró.

## Élete
Göttingenben jogot hallgatott, 1872-től a berlini városi biróságnál dolgozott, 1881-től 1889-ig a konzervativ Deutsches Tageblatt szerkesztője volt. Főműve a többszörösen nagy tetszéssel előadott: Festpiel zum Lutherjubliäum 1883. Drámái nagyobbrészt a német nemzeti történet fő fordulópontjait tárgyalják.

## Művei
- Festpiel zum Lutherjubliäum 1883 (10. kiad. 1888)

### Drámái
- Kaiser Friedrich der Rothbert (1871, 2. kiad. 1878)
- Alexander (1872, 3. kiad. 1888)
- Jerusalem (1874)
- Der Kurprinz (1876)
- Konradin (1881, 3. kiad. 1885)
- Mären und Geschichte (2. kiad. 1879)

### Tudományos művei
- Die Meinenger, ihre Gastspiele und deren Bedeutung für das deutsche Theater (2. kiad. 1879)
- Luxustheater und Volkskühne (1886)

## Magyarul
- Mihalovich Ödön: Eliána; Tennyson Király idylljei nyomán írta Herrig Hans, ford. Ábrányi Emil; Operaház, Bp., 1908